# Женская сборная Армении по футболу
Женская сборная Армении по футболу — национальная футбольная сборная, представляющая Армению на чемпионатах Мира и Европы. Деятельность сборной регламентируется Федерацией футбола Армении. В финальных стадиях Чемпионатов Европы и Мира не участвовала.
Создана в 2003 году. В первые годы выступала нерегулярно, участвовала в отборочных турнирах чемпионатов Европы 2005, 2009, 2013 годов и чемпионата мира 2011 года. С 2012 года по 2019 годы не проводила официальных матчей.
В 2020 году сборная возрождена. В состав были приглашены, помимо футболисток из Армении, игроки армянского происхождения из-за рубежа, а также ряд натурализованных спортсменок из России и Украины.